# Club Baloncesto Sevilla 1997-1998
Questa voce raccoglie le informazioni riguardanti il Club Baloncesto Sevilla nelle competizioni ufficiali della stagione 1997-1998.

## Stagione
La stagione 1997-1998 del Club Baloncesto Sevilla è la 9ª nel massimo campionato spagnolo di pallacanestro, la Liga ACB.

## Roster
Aggiornato al 30 luglio 2021.
| Caja San Fernando 1997-98 | Caja San Fernando 1997-98 |
| Giocatori                 | Staff tecnico             |
| ------------------------- | ------------------------- |

| N. | Naz.                                        | Ruolo | Nome               | Anno | Alt.   | Peso   |  |
| -- | ------------------------------------------- | ----- | ------------------ | ---- | ------ | ------ |  |
| 4  | Stati Uniti (bandiera)                      | G     | Stanley Jackson    | 1970 | 191 cm | 84 kg  |  |
| 4  | Spagna (bandiera)                           | AP    | Dani Pérez         | 1969 | 198 cm |        |  |
| 5  | Stati Uniti (bandiera)                      | P     | Randy Woods        | 1970 | 180 cm | 84 kg  |  |
| 6  | Stati Uniti (bandiera)                      | C     | Deon Thomas        | 1971 | 204 cm | 108 kg |  |
| 6  | Stati Uniti (bandiera)                      | AG    | Jason Sasser       | 1974 | 201 cm | 102 kg |  |
| 7  | Stati Uniti (bandiera) · Irlanda (bandiera) | G     | John O'Connell     | 1974 | 197 cm |        |  |
| 8  | Spagna (bandiera)                           | P     | David Solé         | 1968 | 184 cm |        |  |
| 9  | Brasile (bandiera) · Germania (bandiera)    | G     | Anderson Schutte   | 1975 | 196 cm |        |  |
| 10 | Spagna (bandiera)                           | P     | Salva Díez         | 1963 | 193 cm | 90 kg  |  |
| 11 | Stati Uniti (bandiera)                      | AC    | Chris McNealy      | 1961 | 201 cm | 95 kg  |  |
| 11 | Stati Uniti (bandiera)                      | C     | Antonio Watson     | 1972 | 206 cm |        |  |
| 12 | Spagna (bandiera)                           | G     | Benito Doblado (C) | 1971 | 195 cm |        |  |
| 13 | Spagna (bandiera)                           | C     | César Arranz       | 1969 | 203 cm |        |  |
| 14 | Spagna (bandiera)                           | C     | Nacho Romero       | 1973 | 214 cm | 103 kg |  |
| 15 | Spagna (bandiera)                           | A     | Manel Bosch        | 1967 | 198 cm | 98 kg  |  |
| -  | Spagna (bandiera)                           | PG    | Carlos Cherry      | 1979 | 184 cm |        |  |
| -  | Spagna (bandiera)                           | P     | Antonio Díaz       | 1977 | 194 cm |        |  |
| -  | Spagna (bandiera)                           | C     | Pedro Fernández    | 1978 | 208 cm | 103 kg |  |

| Allenatore                                                                 |
| - Salva Maldonado (fino al 12 marzo) - José Pesquera (dal 12 marzo)        |
| Assistente/i                                                               |
| - José Manuel Carrión Legenda - (C) Capitano - (IN) Inattivo - Infortunato |

## Mercato

### Sessione estiva
| Acquisti | Acquisti        | Acquisti   | Acquisti   | Acquisti |
| R.a      | Nome            | da         | Modalità   |          |
| -------- | --------------- | ---------- | ---------- | -------- |
| A        | Manel Bosch     | Barcellona | definitivo |          |
| G        | Stanley Jackson | Cáceres    | definitivo |          |
| AC       | Chris McNealy   | León       | definitivo |          |
| P        | Salva Díez      | Barcellona | definitivo |          |
| C        | Deon Thomas     | Málaga     | definitivo |          |

| Cessioni | Cessioni         | Cessioni            | Cessioni       | Cessioni |
| R.       | Nome             | a                   | Modalità       |          |
| -------- | ---------------- | ------------------- | -------------- | -------- |
| AP       | Raúl Pérez       | Valladolid          | fine contratto |          |
| P        | Michael Anderson | Ülkerspor           | fine contratto |          |
| AC       | Steve Carney     | Strasburgo          | fine contratto |          |
| C        | James Donaldson  | Montecatini S.C.    | fine contratto |          |
| AG       | Tellis Frank     | León                | fine contratto |          |
| AG       | Devin Gray       | Valladolid          | fine contratto |          |
| P        | Tom Garrick      | Selçuk Üniversitesi | fine contratto |          |
| AP       | Luis Rosa        | Queluz              | fine contratto |          |

### Dopo l'inizio della stagione
| Acquisti | Acquisti         | Acquisti          | Acquisti       | Acquisti   |
| R.       | Nome             | da                | Data           | Modalità   |
| -------- | ---------------- | ----------------- | -------------- | ---------- |
| C        | Antonio Watson   | Free agent        | settembre 1997 | definitivo |
| G        | John O'Connell   | Siviglia B        | ottobre 1997   | definitivo |
| P        | Randy Woods      | Yakima Sun Kings  | febbraio 1998  | definitivo |
| G        | Anderson Schutte | Bauru             | febbraio 1998  | definitivo |
| AG       | Jason Sasser     | S. Falls Skyforce | marzo 1998     | definitivo |

| Cessioni | Cessioni        | Cessioni   | Cessioni      | Cessioni       |
| R.       | Nome            | a          | Data          | Modalità       |
| -------- | --------------- | ---------- | ------------- | -------------- |
| C        | Antonio Watson  | Peristeri  | dicembre 1997 | fine contratto |
| G        | Stanley Jackson | Free agent | febbraio 1998 | rescissione    |
| C        | Deon Thomas     | Free agent | marzo 1998    | rescissione    |